# Acronicta cinderella
Acronicta cinderella är en fjärilsart som beskrevs av Smith 1897. Acronicta cinderella ingår i släktet Acronicta och familjen nattflyn. Inga underarter finns listade i Catalogue of Life.